# Лазурное (электростанция)
Скадовская (Херсонская)[уточнить] солнечная электростанция — солнечная электростанция общей мощностью 9,806 МВт в Скадовском районе Херсонской области Украины, на берегу озера Устричное возле посёлка городского типа Лазурное. Эксплуатируется украинским ООО «Соларенерго». Планируемая годовая выработка электроэнергии 10,934 млн кВт·ч; мощность станции компания планирует в будущем увеличить до 27 МВт.
Строительство началось в июле 2013 года. ООО «Соларенерго» получило лицензию от НКРЭ на генерацию 14 февраля 2013 года, 7 марта для него был утверждён «зелёный» тариф.
Электростанция занимает примерно 20 гектар солончаков, непригодных для земледелия, и состоит примерно из 40 тысяч фотоэлектрических поликристаллических модулей.